# Kanak Jha
Kanak Jha (* 19. Juni 2000 in Milpitas, Kalifornien) ist ein US-amerikanischer Tischtennisspieler. Er wurde mit der Mannschaft Panamerikameister.

## Leben und Karriere
Entdeckt und gefördert wurde Kanak Jha vom deutschen Trainer Stefan Feth. Beide trainierten in der World Champions Table Tennis Academy (WCTTA) in Santa Clara. Mit 14 Jahren übersiedelte Kanak zusammen mit seiner älteren Schwester Prachi Jha, ebenfalls Nationalspielerin, ins schwedische Halmstad.
Im Jahr 2014 trat er erstmals international auf. Damals gewann er zum ersten Mal den Nordamerika Cup. Außerdem qualifizierte er sich nach starken Leistungen bei der World Cadet Challenge für den World Cup in Düsseldorf. Mit 14 Jahren war er der jüngste Spieler überhaupt, der an diesem Turnier teilnehmen durfte. In der Vorrunde konnte er Adrian Crişan schlagen, scheiterte aber im weiteren Turnierverlauf.
Im Jahr 2015 nahm er nur am World & Pan American Cup teil, bei dem er mit dem Team Gold gewinnen konnte. Für die Olympischen Spiele 2016 in Rio de Janeiro konnte er sich ebenfalls qualifizieren. Dort erreichte er mit dem Team das Achtelfinale, musste sich im Einzel jedoch in der ersten Runde geschlagen geben.
2017 gewann er die nationale Meisterschaft. Bei der Weltmeisterschaft in Düsseldorf kam er unter die letzten 32 im Einzel, wo er gegen Xu Xin verlor. 2018 nahm er am World Team Cup teil, bei dem er mit der Mannschaft das Viertelfinale erreichte.
Ende 2022 wurde Kanak Jha von der United States Anti-Doping Agency (USADA) für sämtliche Wettbewerbe gesperrt, da er drei Dopingtests innerhalb von 12 Monaten verpasst hatte. Im März 2023 wurde die Länge der Sperre auf ein Jahr festgelegt. Anfang 2024 siegte er bei den US-Olympia-Trials und qualifizierte sich dadurch für die Teilnahme an den Olympischen Spielen 2024.

## Turnierergebnisse
| Verband | Veranstaltung           | Jahr | Ort          | Land | Einzel        | Doppel    | Mixed      | Team          |
| ------- | ----------------------- | ---- | ------------ | ---- | ------------- | --------- | ---------- | ------------- |
| BRA     | Panamerikanische Spiele | 2019 | Lima         | PER  | Halbfinale    |           | Halbfinale | Gold          |
| USA     | World Cup               | 2025 | Macau        | MAC  | Achtelfinale  |           |            |               |
| USA     | World Cup               | 2020 | Weihai       | CHN  | 17.–21. Platz |           |            |               |
| USA     | World Cup               | 2019 | Chengdu      | CHN  | Achtelfinale  |           |            |               |
| USA     | World Cup               | 2018 | Paris        | FRA  | Achtelfinale  |           |            |               |
| USA     | World Cup               | 2017 | Lüttich      | GER  | 17.–20. Platz |           |            |               |
| USA     | World Cup               | 2014 | Düsseldorf   | GER  | 17.–20. Platz |           |            |               |
| USA     | World Team Cup          | 2019 | Tokio        | JPN  |               |           |            | Viertelfinale |
| USA     | World Team Cup          | 2018 | London       | ENG  |               |           |            | 9.–12. Platz  |
| USA     | Weltmeisterschaft       | 2021 | Houston      | USA  | Viertelfinale | letzte 16 |            |               |
| USA     | Weltmeisterschaft       | 2019 | Budapest     | HUN  | letzte 64     | letzte 64 | letzte 32  |               |
| USA     | Weltmeisterschaft       | 2018 | Halmstad     | SWE  |               |           |            | 33            |
| USA     | Weltmeisterschaft       | 2017 | Düsseldorf   | GER  | letzte 64     | Qual.     | Qual.      |               |
| USA     | Argentina Open (Junior) | 2017 | Buenos Aires | ARG  | Gold          |           |            |               |
| USA     | ITTF World Tour (U-21)  | 2018 | Bremen       | GER  | Gold          |           |            |               |

## Equipment
Nennung von Kanak Jhas Material:
| Holz                    | Vorhand              | Rückhand             |
| ----------------------- | -------------------- | -------------------- |
| Butterfly Timo Boll ALC | Butterfly Dignics 05 | Butterfly Tenergy 19 |